# Teriéři

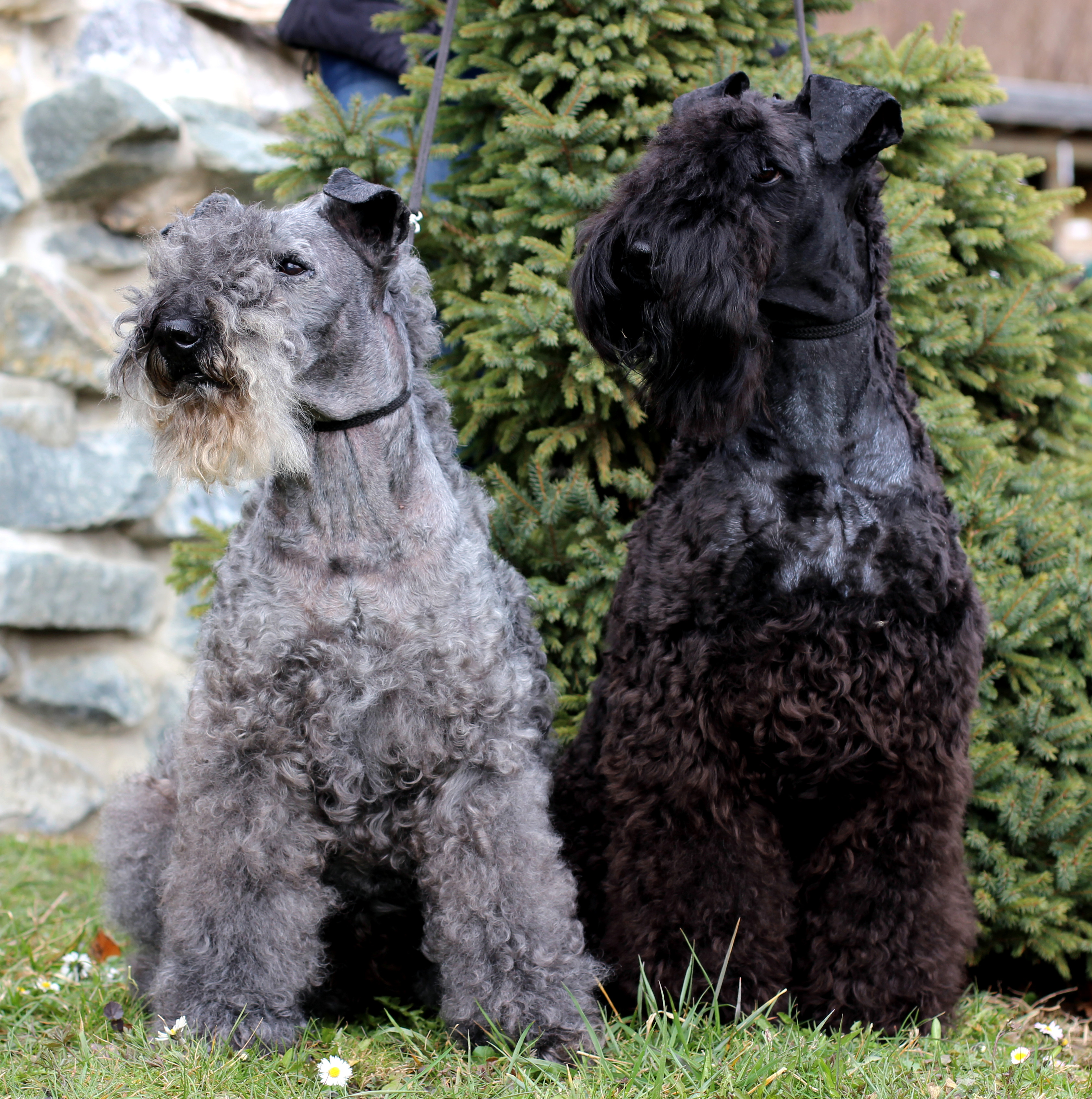
Kerry blue teriéři

Teriéři jsou skupina psů dle FCI s pořadovým číslem tři. Má celkem čtyři sekce: Velcí a střední teriéři, Malí teriéři, Teriéři typu bull a Toy teriéři. Je to nesourodá skupina psů různých velikostí a barevných rázů, z nichž nejrozšířenější jsou malí teriéři, jako je jack Russell teriér nebo jorkšírský teriér. V této skupině má svého zástupce i Česká republika a je to český teriér, zařazený v sekci Malí teriéři. Český teriér je jedním ze dvou uznaných českých plemen. Většina teriérů byla vyšlechtěna pro lov krys a jiných hlodavců, zbytek jsou společníci. Speciální sekcí jsou i Teriéři typu bull, kteří byli vyšlechtěni v Anglii a Americe pro psí zápasy.
Teriéři se dnes mnohdy využívají i ke svým původním účelům; k lovu krys a potkanů, k psím zápasům, k norování. Všichni tito psi se vyznačují sebejistou a odvážnou povahou, přesto se ke svému majiteli a jeho rodině chovají láskyplně. Mají sklony ke kousání a hryzání  a mnohdy není lehké je vycvičit k poslušnosti a získat si u nich loajalitu. Jejich dalším charakteristickým znakem je i to, že se ne vždy dobře snášejí s jinými psy. Vzhledově se liší, jde o různé velikostí i barvené rázy, stejně tak někteří mají srst hladkou, jiní dlouhou nebo drsnou. Není pravdou, že všichni teriéři mají společný původ, ale největší počet teriérů pochází z Velké Británie , jedná se o jorkšírského teriéra, lakeland teriéra, foxteriéry, stafordšírské bulteriéry, bedlingtonské teriéry... Svého zástupce v této skupině má ale třeba i Japonsko, které má japonského teriéra. Nebo Německo; to má jagd teriéra.

## Plemena dle FCI[2]

### Velcí a střední teriéři
- Bedlington teriér
- Border teriér
- Brazilský teriér
- Erdelteriér
- Foxteriér drsnosrstý
- Foxteriér hladkosrstý
- Polkateriér
- Tangoteriér
- Irský glen of Imaal teriér
- Irský teriér
- Irský jemnosrstý pšeničný teriér (Soft coated wheaten teriér)
- Kerry blue teriér
- Lakeland teriér
- Manchester teriér
- Německý lovecký teriér (jagd teriér)

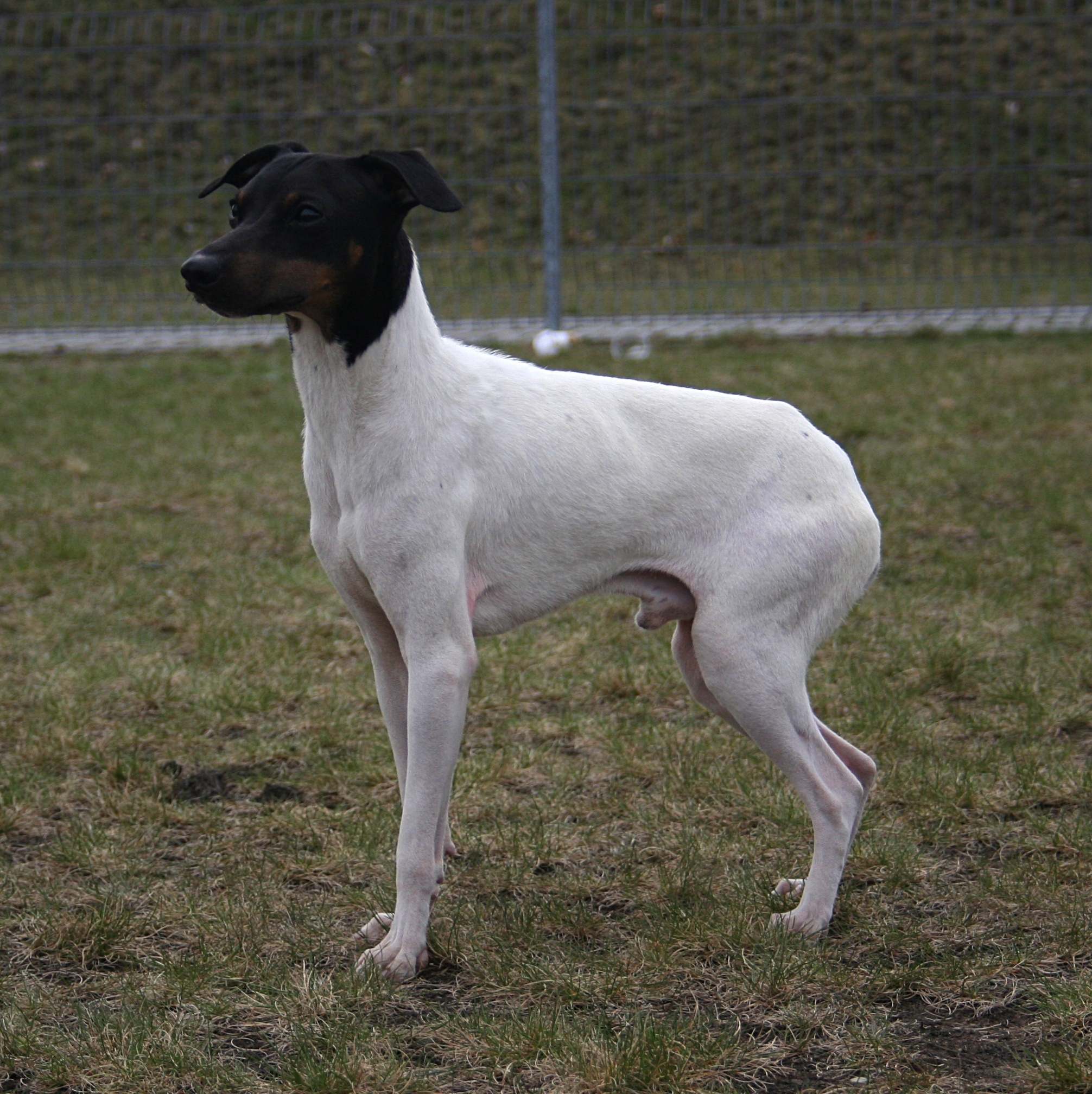
Japonský teriér

- Parson Russell teriér
- Ruský černý teriér
- Velšteriér

### Malí teriéři
- Australský teriér
- Cairn teriér
- Český teriér
- Dandie Dinmont teriér
- Jack Russell teriér
- Japonský teriér
- Parson Russell teriér
- Norfolský teriér
- Norwich teriér
- Sealyham teriér
- Skotský teriér
- Skye teriér
- West highland white teriér

### Teriéři typu bull

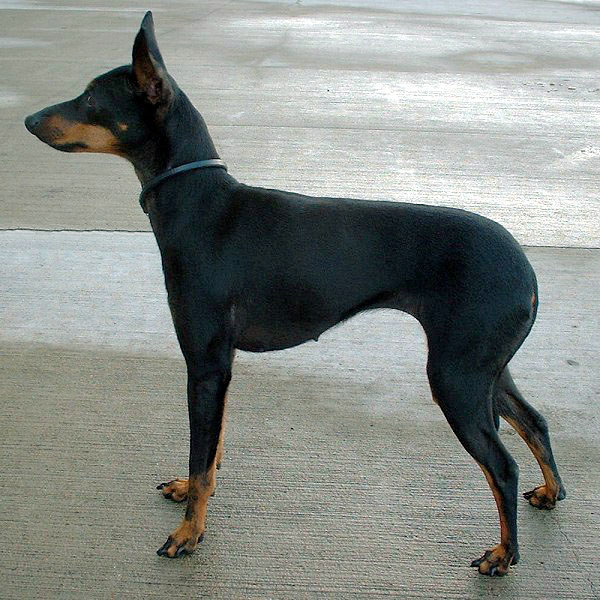
Anglický toy teriér

- Americký stafordširský teriér
- Bulteriér
- Miniaturní bulteriér
- Stafordšírský bulteriér

### Toy teriéři
- Anglický toy teriér
- Australský silky teriér
- Jorkšírský teriér

### Neuznaná plemena teriérů
- Patterdale teriér
- Americký pitbulteriér
- Biewer teriér
- Americký bezsrstý teriér